# Штирковац
Штирковац је насељено мјесто у општини Бариловић, на Кордуну, у Карловачкој жупанији, Република Хрватска.

## Историја
Штирковац се од распада Југославије до августа 1995. године налазио у Републици Српској Крајини. До територијалне реорганизације у Хрватској насеље се налазило у саставу бивше општине Дуга Реса.

## Становништво
Према попису становништва из 2011. године, насеље Штирковац је имало 5 становника.
| Националност       | 1991. | 1981. | 1971. | 1961. |
| Срби               | 16    | 22    | 54    | 83    |
| остали и непознато |       |       |       |       |
| Укупно             | 16    | 22    | 54    | 83    |

| Демографија Стирковац Стирковац Стирковац | Демографија Стирковац Стирковац Стирковац | Демографија Стирковац Стирковац Стирковац |
| Година                                    | Становника                                | Становника                                |
| ----------------------------------------- | ----------------------------------------- | ----------------------------------------- |
| 1961.                                     | 83                                        |                                           |
| 1971.                                     | 54                                        |                                           |
| 1981.                                     | 22                                        |                                           |
| 1991.                                     | 16                                        |                                           |
| 2001.                                     | 7                                         |                                           |
| 2011.                                     |                                           | 5                                         |